# الرؤية الطوباوية

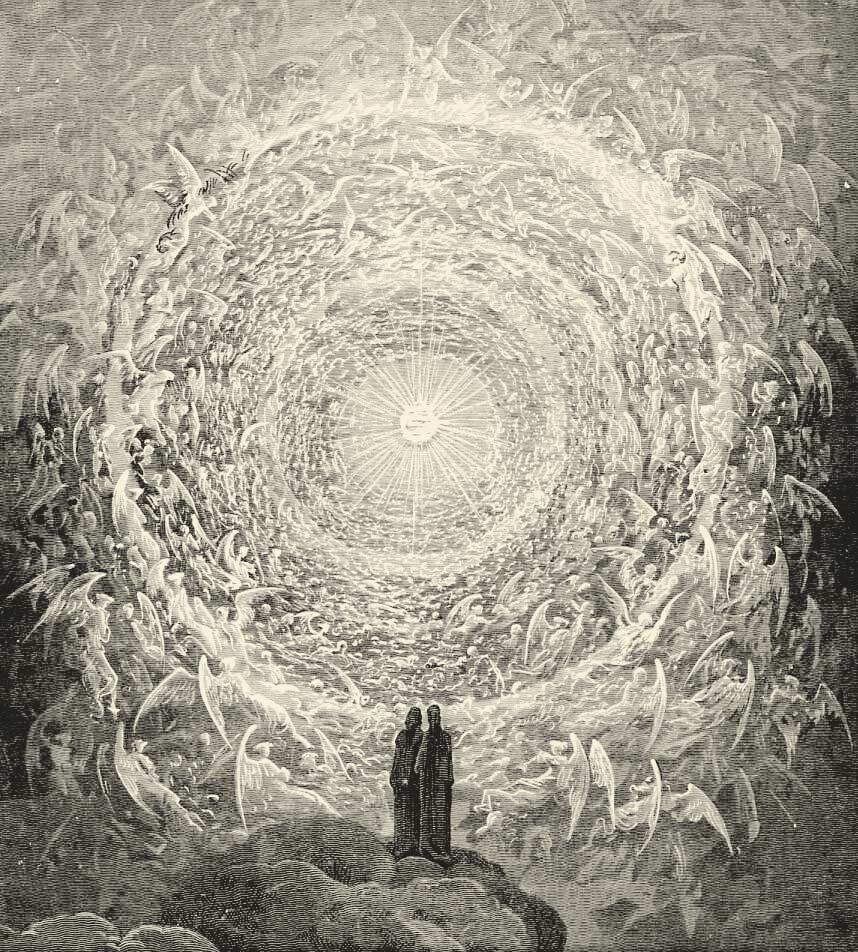
صُورة لغوستاف دوريه للرؤية السعيدة، من الكوميديا الإلهية لدانتي أليغييري

الرؤية السعيدة (أو رؤيا النعيم او الرؤية المباركة) (باللاتينية: visio beatifica)‏ في اللاهوت المسيحي هو اللقاء مع الله وجهاً لوجه بعد الموت ودخول الملكوت. إن الرؤية السعيدة التي سيحظى بها المؤمنون ستجعلهم قادمين على سعادة وفرح أعظم مما اختبروه على الإطلاق.

## آيات
سفر الرؤيا 4:22 وَهُمْ سَيَنْظُرُونَ وَجْهَهُ، وَاسْمُهُ عَلَى جِبَاهِهِمْ.
الرسالة الأولى إلى أهل قورنثوس 12:13 فَإِنَّنَا نَنْظُرُ الآنَ فِي مِرْآةٍ، فِي لُغْزٍ، لكِنْ حِينَئِذٍ وَجْهًا لِوَجْهٍ. الآنَ أَعْرِفُ بَعْضَ الْمَعْرِفَةِ، لكِنْ حِينَئِذٍ سَأَعْرِفُ كَمَا عُرِفْتُ.
1 يوحنا 2:3 أَيُّهَا الأَحِبَّاءُ، الآنَ نَحْنُ أَوْلاَدُ اللهِ، وَلَمْ يُظْهَرْ بَعْدُ مَاذَا سَنَكُونُ. وَلكِنْ نَعْلَمُ أَنَّهُ إِذَا أُظْهِرَ نَكُونُ مِثْلَهُ، لأَنَّنَا سَنَرَاهُ كَمَا هُوَ.